# Emmanuel Henri de Grouchy
Pour les articles homonymes, voir Grouchy.
Emmanuel Henri, vicomte de Grouchy, né le 30 août 1839 à Paris et mort le 15 mars 1911 dans la même ville, est un diplomate et historien français.

## Biographie
Emmanuel Henri de Grouchy naît le 30 août 1839, dans l’ancien 1er arrondissement de Paris, descendant de la famille normande des marquis de Gourchy,.
Le 7 septembre 1860, il commence sa carrière diplomatique en tant qu’attaché à la légation de Lisbonne. Il travaille par la suite dans de nombreuses représentations diplomatiques en Europe : à Madrid, Turin, Constantinople, Saint-Pétersbourg, Florence, Berne, Stockholm, Rome, Bruxelles. Il est ainsi récompensé pour ses services en étant nommé ministre plénipotentiaire le 14 mars 1882.
Érudit, il est également l’auteur de plusieurs ouvrages sur l’histoire qui font l’objet d’une bonne réception. Il s’est, entre autres, intéressé à l’histoire de Fontainebleau à travers les minutes de notaires.
Il décède le 15 mars 1911, à 8 h 15, à l’âge de 71 ans, dans le 16e arrondissement de Paris, en son domicile (conjugal) sis 8 rue Dumont-d’Urville.

## Distinctions
- Chevalier de la Légion d'honneur (décret du 11 août 1869)[5]
- Officier de la Légion d'honneur (décret du 15 janvier 1900)[6]
- Officier de l'Instruction publique[2]